# Краснохорска Длха Лука
Краснохорска Длха Лука (слч. Krásnohorská Dlhá Lúka) насељено је мјесто са административним статусом сеоске општине (слч. obec) у округу Рожњава, у Кошичком крају, Словачка Република.

## Становништво
| Година:    | 1994. | 2004.   | 2014.   | 2024.   |
| ---------- | ----- | ------- | ------- | ------- |
| Број људи: | 697   | 685     | 719     | 701     |
| Разлика:   |       | -1,72 % | +4,96 % | -2,50 % |

| Година:    | 2023. | 2024.   |
| ---------- | ----- | ------- |
| Број људи: | 699   | 701     |
| Разлика:   |       | +0,28 % |

Према подацима о броју становника из 2011. године насеље је имало 729 становника.